# با اجازه بزرگترها
با اجازه بزرگترها یک مجموعه تلویزیونی محصول سال سال ۱۳۸۷ به کارگردانی آرش تیمورنژاد، نویسندگی کریم خودسیانی، معصومه سلیمی‌نسب، ریحانه حسن‌زاده و تهیه‌کنندگی امان‌الله پیشنماززاده می‌باشد که از شبکه ۳ پخش شد. این مجموعه در ۳۰ قسمت تهیه شد. با اجازه بزرگترها یک برنامه ترکیبی، نمایشی پیرامون ازدواج جوانان است.

## بازیگران
- لقمان نظیری (پدربزرگ)
- کریم بیانی (پدر)
- آذر فرامرزی (مادر)
- مسعود انتظاری (پسر)
- صفا صمدی (دختر)